# مانويل لايرا
مانويل لايرا (بالإسبانية: Manuel Larrea)‏ هو لاعب شطرنج أوروغواياني، ولد في 9 فبراير 1980 في الأوروغواي.

## وصلات خارجية
- مانويل لايرا على موقع الاتحاد الدولي للشطرنج (الإنجليزية)
- مانويل لايرا على موقع مباريات الشطرنج (الإنجليزية)
- مانويل لايرا على موقع 365Chess.com (الإنجليزية)
- مانويل لايرا على موقع Chesstempo.com (الإنجليزية)
- مانويل لايرا سجل أولمبياد الشطرنج على موقع OlimpBase.org (الإنجليزية)